# Szarłyk (obwód orenburski)
Szarłyk (ros. Шарлык) – wieś (sieło) w Rosji, w obwodzie orenburskim, ośrodek administracyjny rejonu szarłyckiego. W 2010 liczyła 7575 mieszkańców.

## Urodzeni
- Aleksandr Rodimcew – radziecki wojskowy.